# Thracophilus korikenus
Thracophilus korikenus är en mångfotingart som först beskrevs av Chamberlin 1952.  Thracophilus korikenus ingår i släktet Thracophilus och familjen trädgårdsjordkrypare. Inga underarter finns listade i Catalogue of Life.